# تدريب الشارع

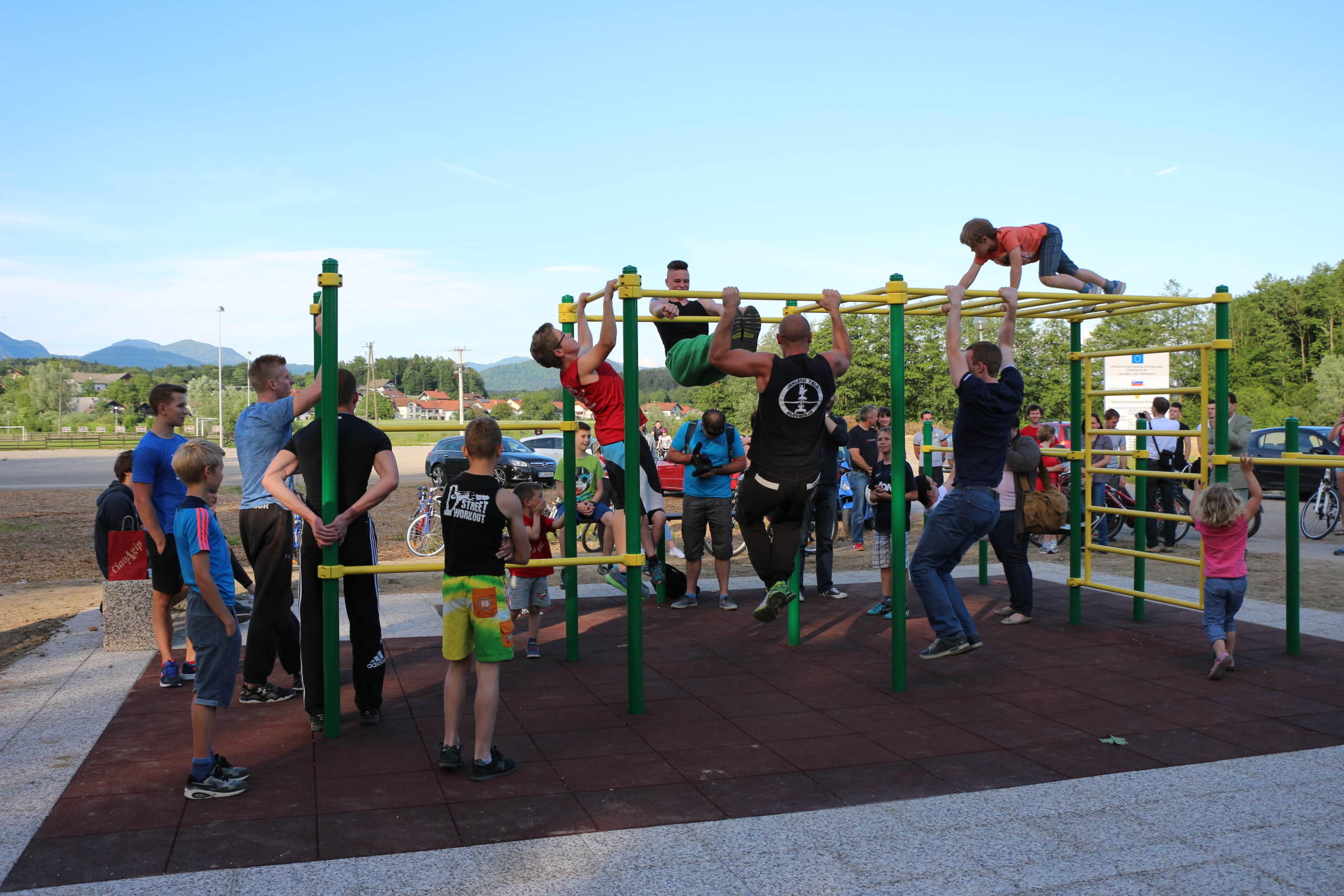
مجموعة من الشباب يمارسون تدريب الشوارع.

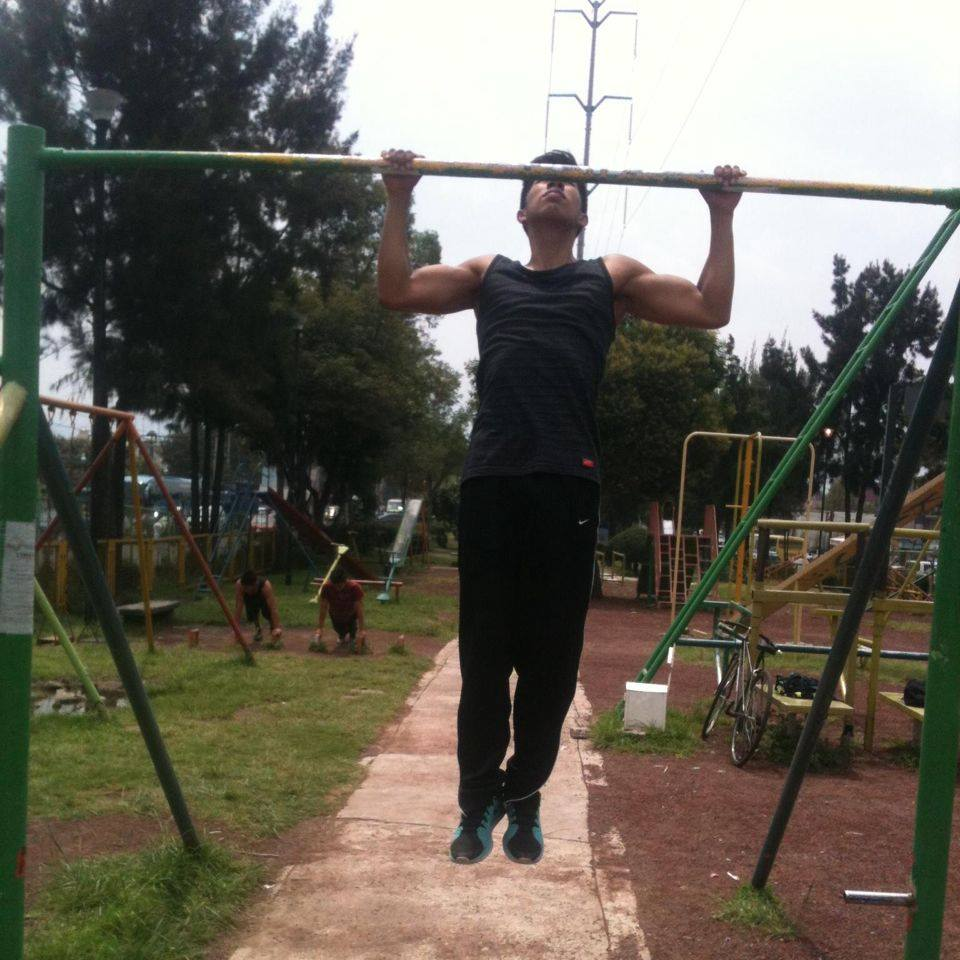
شخص يمارس تدريب العقلة.

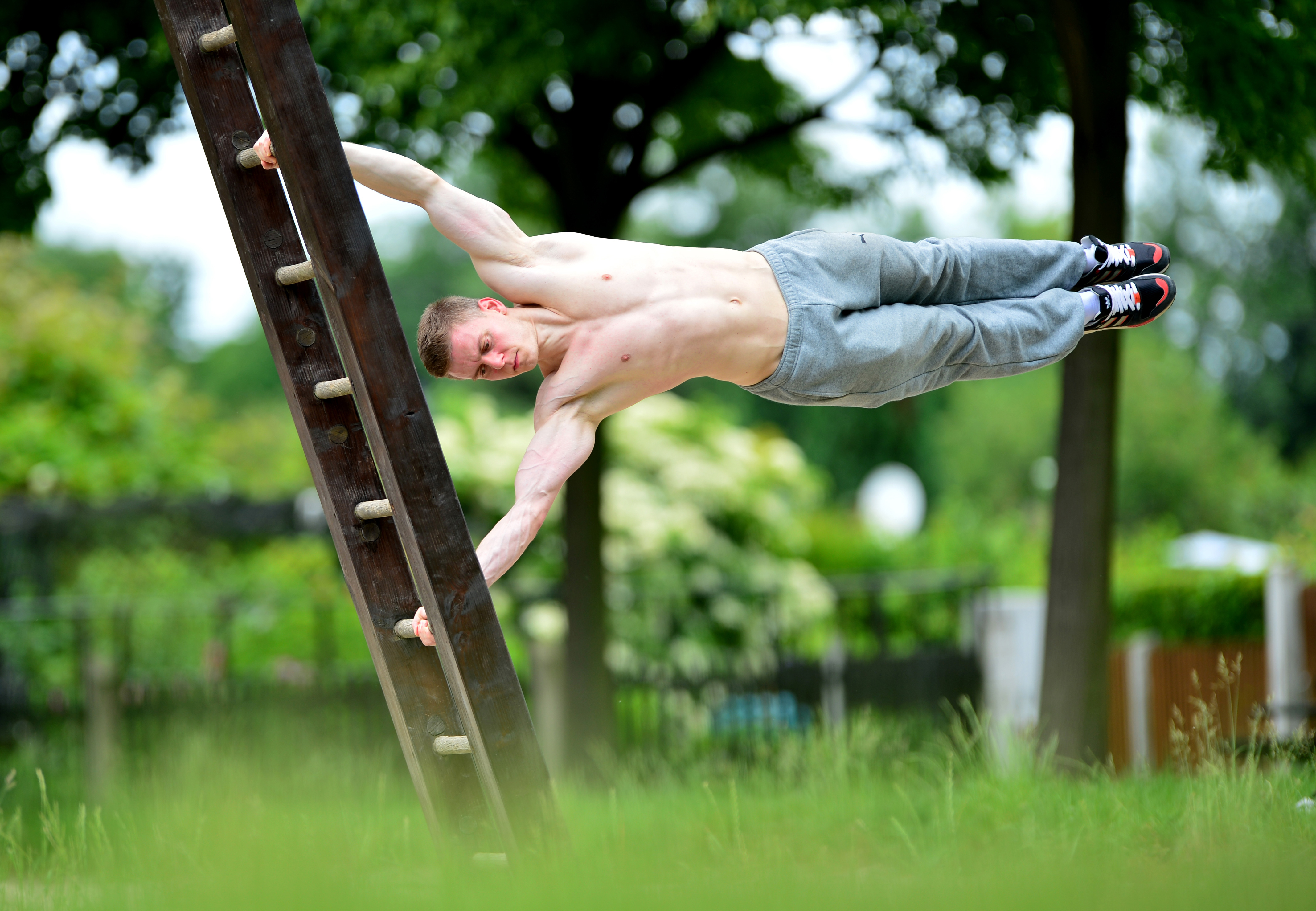

تدريب الشارع هي رياضة بدنية محورها نشاط حركي بتمارين القوة تساعد على تطوير اللياقة البدنية والبناء العضلي والصحة بشكل عام. تمارس عموما في الهواء الطلق وتستخدم بشكل أساسي جهازي المتوازي (بالإنجليزية: متوازي)‏ وجهاز العقلة بحيث يستغل وزن جسم المتدرب في تقوية عضلاته ولياقته البدنية. وتعتمد على تمارين رياضية ومهارات حركية ما يمنح للجسم القوة والمرونة والتوازن والرشاقة، وهو ما جعل هده الرياضة تأخذ شعبية متسارعة في العالم.

## تسلسل تاريخي
ظهرت هذه الرياضة في أواخر القرن العشرين على يد الأمريكي حسان ياسين  الذي دعا إلى الخروج بالرياضة من القاعات والصالات الرياضية إلى الأماكن المفتوحة والاستغناء عن الآلات والأجهزة والمكملات الغدائية المستخدمة في رياضة كمال الأجسام. بدأت تنتشر بسرعة مع بداية القرن الحالي مع الانتشار الواسع لفيديوهاتها على موقع اليوتوب ومواقع التواصل الاجتماعي فيما بعد.

## التسمية
سميت فيما بعد بتدريب الشارع مجازا لأنه لا يستحب أن تجرى في الأماكن المغلقة بل تجرى في الأماكن المفتوحة كالشوارع، الشواطئ، الحدائق، الساحات والأماكن الخضراء في الهواء الطلق ووسط الطبيعة. وهي خليط من رياضة الجمبازيات بشكل أساسي ورياضة تدريب بالأثقال.

## الانتشار
انتشرت رياضة تدريب الشارع مؤخرا في دول العالم انتشارا كبيرا جدا وسريع خصوصا في روسيا وبلدان أوروبا الشرقية والولايات المتحدة الأمريكية وأوروبا وله ممارسين ومعجبين كثيرين حول العالم وهدا لأنه يتميز بمميزات كثيرة أهمها انه غير مكلف وصحي وممتع وحماسي ولان ثقافة تدريب الشارع غنية وثرية بتمارين وحركات ابداعية لكل الجسم وبدون استخدام أي عتاد أو أجهزة، فقط وزن الرياضي. وهو مناسب لأي متدرب ومفتوح طوال اليوم ومهما كان وزنه، سنه، مستوي لياقته أو إمكانياته البدنية بحيث يمكن ممارستها والحصول علي نتائج رائعة حتى مع التقدم في العمر.

## أهم التمارين
- تمرين الاندفاع
- الارتدادات
- تمرين المعدة
- تمرين الضغط
- تمرين العقلة
- القرفصاء
- تمرين البلانك
- تمارين بيربي

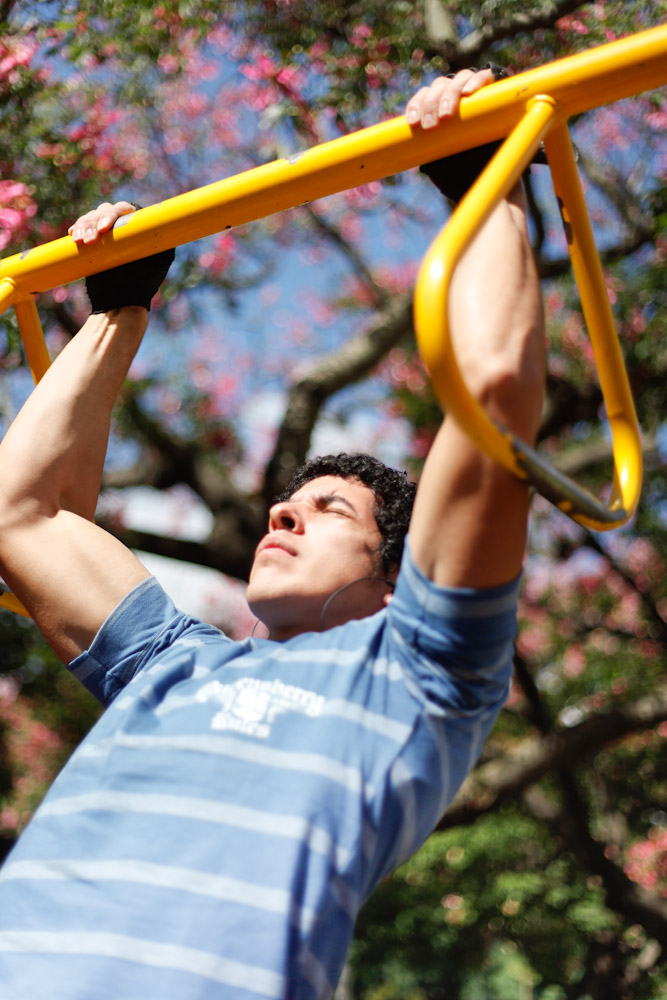

وغيرها من التمارين والحركات التي تتضمن الدفع أو رفع الجسم للأعلى أو الانحناء أو القفز أو الارتماء وكلها تستخدم وزن الجسم كعامل مقاومة.

## فوائدها
- إنماء القوة العصبية والعضلية وقدرة التحمل.
- بناء وشد وتفصيل عضلات الجسم بشكل فعال.
- إعادة هيكلة رسم العضلات بصورة متناسقة.
- يمنح للجسم القوة والمرونة والتوازن والرشاقة.

## الهيئات التنظيمية
الفيدرالية الدولية لرياضة الجمبازيات وتدريب الشارع Street Workout & Calisthenics Federation

## بعض الحركات
تتميز هده الرياضة بالعديد من الحركات الرياضية كالجمبازيات والجمباز، ولكنها ولكثرة ممارسيها وتعدد أصولهم واعرقاهم فقد تطورت بشكل اسرع فتم إبداع وتطوير العديد من الحركات.